# Сходження Едерлезі
Сходження Едерлезі (A.I. Rising) — англомовний сербський науково-фантастичний фільм 2018 року. Режисер Лазар Бодрожа; знаято за мотивами оповідання Зорана Нешковича, адаптовано сценаристом Дімітріе Войновим.

## Про фільм
Едерлезі — це назва величезної багатонаціональної компанії, яка веде підготовку до нової космічної місії. Радянський космонавт Мілютін, головний герой стрічки, збирається летіти до системи Альфа Центавра, щоби виконати одне завдання. У нього буде власний космічний корабель, де він і капітан, й екіпаж, і взагалі єдина людина на борту. Але напарник у нього все ж буде — тільки не жива людина, а андроїд, та ще й жіночої статі.
Звати робота Німанн, і головний герой був не в захваті від ідеї летіти разом з жінкою-роботом, але потім його думка змінилась. Андроїд запрограмований на те, щоб допомагати космонавту в усьому, виконувати усі його бажання.
В процесі польоту Мілютін починає розуміти, що Німанн значно більше, аніж просто машина.

## Знімались
| Актор             | Роль |
| ----------------- | ---- |
| Себастьян Кавацца |      |
| Стоя              |      |
| Кірсті Бестерман  |      |